# Por primera vez (álbum)
Por primera vez es el primer álbum de estudio del cantautor colombiano Camilo. Fue publicado el 17 de abril de 2020 a través de Sony Music Latin.
El álbum se caracteriza por ser una transición en el estilo musical, incursionando en el género urbano, con ritmos fusionados entre reguetón, trap y pop, esto después de la buena recepción que tuvo su participación en el sencillo de Mau & Ricky junto a Manuel Turizo «Desconocidos». Asimismo el 17 de marzo de 2020, el álbum fue presentado posteriormente a su sencillo «Busco marido». De este álbum, se desprenden sencillos como: «Tutu», «No te vayas», «La difícil», «Favorito» y «Por primera vez».
Contiene las participaciones de Pedro Capó, Shakira, Christian Nodal y Evaluna Montaner. Además, Evaluna es actriz protagonista de varios de los videoclips del álbum. La canción «Por primera vez» está basada en el matrimonio entre Camilo y Evaluna.

## Lista de canciones
| N.º | Título                                    | Escritor(es) | Duración |  |
| 1.  | «Medialuna»                               | Camilo Echeverry | 3:28     |  |
| 2.  | «Si estoy contigo»                        | Camilo Echeverry, Jon Leone, Juan Morelli y Richi Lopez                                                               | 2:38     |  |
| 3.  | «Favorito»                                | Camilo Echeverry, Edgar Barrera, Juan Morelli y Rafa Arcaute                                                          | 3:30     |  |
| 4.  | «El mismo aire»                           | Camilo Echeverry, Edgar Barrera, Jon Leone, Juan Morelli y Richi Lopez                                                | 3:06     |  |
| 5.  | «Por primera vez» (con Evaluna Montaner)  | Camilo Echeverry, Gabriel González Pérez, Jon Leone y Juan Morelli                                                    | 3:03     |  |
| 6.  | «La mitad» (con Christian Nodal)          | Camilo Echeverry y Edgar Barrera                                                                                      | 2:58     |  |
| 7.  | «No te vayas»                             | Camilo Echeverry, Edgar Barrera, Frank Santofimio, Jorge Luis Chacín, Marco Masis, Mauricio Montaner y Ricky Montaner | 3:21     |  |
| 8.  | «La difícil»                              | Andres Saavedra, Camilo Echeverry, Edgar Barrera, Frank Santofimio y Sebastian Obando Giraldo                         | 2:38     |  |
| 9.  | «Tutu» (con Pedro Capó)                   | Camilo Echeverry, Jon Leone y Richi Lopez                                                                             | 2:59     |  |
| 10. | «Tutu (Remix)» (con Pedro Capó y Shakira) | Camilo Echeverry, Jon Leone, Richi Lopez y Shakira Isabel Mebarak Ripoll                                              | 2:46     |  |

## Certificaciones
| País   | Organismo certificador | Certificación | Ventas certificadas | Ref.  |
| ------ | ---------------------- | ------------- | ------------------- | ----- |
| México | AMPROFON               | 2xPlatino+Oro | 150 000             | [ 2 ] |